# God Help the Girl
God Help the Girl è un film del 2014 diretto da Stuart Murdoch.
Musical con regista e sceneggiatore il cantante del gruppo scozzese Belle and Sebastian, Stuart Murdoch; tra i protagonisti Olly Alexander, Emily Browning e Hannah Murray.

## Trama
Eve scappa dall'ospedale psichiatrico dove è ricoverata, a causa dell'anoressia nervosa di cui soffre, e si dirige verso Glasgow, con la speranza di poter realizzare il suo sogno: diventare una musicista. Ad un concerto, incontra James, bagnino ed aspirante compositore di canzoni, che la presenta a Cassie, sua allieva di chitarra. I tre diventano presto amici.